# Đan Lai
Bộ tộc Đan Lai là một nhóm người nhỏ, được chính phủ Việt Nam xếp vào dân tộc Thổ. Hiện tại dân số bộ tộc này chỉ còn khoảng hơn 3000 người.

## Địa bàn cư trú
Người Đan Lai cư trú chủ yếu ở miền núi có độ cao 1200 m so với mặt nước biển, tại các bản Co Phạt, Khe Khặng, Khe Búng, xã Môn Sơn, huyện Con Cuông, tỉnh Nghệ An.
Từ năm 2006, chính quyền chủ trương di dời tất cả người Đan Lai sống trong khu vực rừng quốc gia Pù Mát ra nơi ở mới thuộc Khu tái định cư Kẻ Tắt - Bá Hạ, xã Thạch Ngàn, huyện Con Cuông.